# Den vita lejoninnan (film)
Den vita lejoninnan är en svensk thriller/actionfilm från 1996 av Per Berglund med Rolf Lassgård, Basil Appollis och Marius Weyers med flera.

## Handling
När ett ödsligt beläget hus sprängs i luften kallar man på kommissarie Wallander för en rutinundersökning. På platsen hittas ledtrådar som pekar på något ofattbart och skrämmande. En pistol av österrikiskt ursprung, en radiosändare tillverkad i Ryssland - och ett avhugget, svart finger... Via Interpol och samarbete med afrikansk polis får Ystadspolisen också uppgifter om en fruktad sydafrikansk terrorgrupp som planerar ett attentat som för alltid kan komma att förändra världshistorien och alla spår tycks leda till Sverige.

## Om filmen
Filmen var den tredje filmen i ordningen med Rolf Lassgård som kommissarie Kurt Wallander och Per Berglund regisserade.

## I rollerna
- Rolf Lassgård - Kommissarie Kurt Wallander
- Basil Appollis - John September
- Marius Weyers - Dekker
- Denise Newman - Ann
- Tshamano Sebe - Mabasha
- Jesper Christensen - Konovalenko
- Björn Granath - Björk
- Åke Jörnfalk - Hansson
- Joakim Narin - Martinsson
- Ernst Günther - Henning, far till Kurt Wallander
- Cecilia Zwick Nash - Linda, dotter till Kurt Wallander
- Charlotte Sieling - Baiba
- Gunnel Nilsson - Ebba
- Pontus Gustafsson - Robert Åkerblom